# Arsenalen, Hvar
Arsenalen (kroatiska: Arsenal) är en kulturmärkt byggnad i staden Hvar på ön med samma namn i Kroatien. Dess namn kommer från att den ursprungligen var en arsenal som tjänade som torrdocka för venetianska krigsskepp.
Av staden Hvars profana byggnader utgör den forna arsenalen en av de viktigaste och mest framstående strukturerna. Den var en av de största byggnaderna i det förindustriella och av Republiken Venedig kontrollerade Dalmatien. Den har under åren tjänat olika syften, däribland som galleri och utställningslokal, och finns avbildad i Hvars stadsvapen. 

## Historik
Den nuvarande byggnaden uppfördes under 1500-talets andra hälft och ersatte då en äldre struktur. Den äldre byggnaden uppfördes efter år 1292 och stod troligtvis färdig år 1331 då den nämns i Hvars statut som ett färdigställt skeppsvarv för service av galärer. Den nya arsenalen skadades svårt i den osmanska attacken år 1571. Nuvarande utseende härrör från år 1611 då arsenalen tillbyggdes och restaurerades under den venetianske dogen Pietro Semitecolos regeringstid.
År 1612 byggdes Hvars teater ovanpå arsenalen. Samma år tillkom en sidobyggnad kallad "Fontik" på arsenalens norra sida som användes för spannmålsförvaring. I dag rymmer de forna spannmålsförråden butiker och affärer. Ovanpå sidobyggnaden byggdes "Belvedere", en terrass som erbjöd teaterbesökarna vy över Sankt Stefans torg.   